# 普拉格斯多夫
普拉格斯多夫（德語：Pragsdorf）是德国梅克伦堡-前波美拉尼亚州的市镇，隶属于梅克伦堡湖区县。总面积为14.32平方千米，截至2023年12月31日总人口为581人。